# Мониз, Адишанжела
Адишангела Мониз (порт. Adysângela Moniz; 9 мая 1987, Сантьягу, Кабо-Верде) — дзюдоистка из Кабо-Верде, участница Олимпийских игр 2012 года.
На Церемонии открытия летних Олимпийских игр 2012 была знаменосцем команды Кабо-Верде.

## Карьера
На Олимпиаде 2012 года, проходившей в Лондоне участвовала в весовой категории до 78 кг. Однако на втором круге уступила кубинской дзюдоистке Идалис Ортис.